# 정휘동 (정치인)
정휘동(鄭輝東, 1925년 5월 30일~2012년 7월 5일)은 대한민국의 정치인이다. 제10·11·12대 국회의원을 지냈다.

## 학력
- 상주초등학교 졸업
- 대판제국상업학교 졸업
- 성균관대학교 경영행정대학원 수료

## 경력
- 재일본거류민단 경도본부 부단장
- 경도상공인회(한국인)부회장(2차)
- 사단법인 상주 새마을 교육원 설립
- 사단법인 상주 문화원장
- 학교법인 상주 남산학원 이사장
- 한일합자 (주)퍼시픽호텔 대표이사
- 제10대 국회의원(무소속, 경북 김천시·금릉군·상주군)
- 제11대 국회의원(민주정의당, 경북 김천시·금릉군·상주군)
- 제12대 국회의원(민주정의당, 전국구)
- 민주정의당 중앙위원회 농림축산분과위원장
- 전현직 국회의원 민우회 회장

## 역대 선거 결과
|  | 23.51% |

|  | 26.06% |

|  | 35.25% |

|  | 22.54% |

|  | 27.11% |